# AF Marina
Die AF Marina ist eine 1994 als Toscana in Dienst gestellte RoRo-Fähre der italienischen Adria Ferries. Das Schiff wird auf der Strecke von Bari nach Durrës eingesetzt.

## Geschichte
Die Toscana entstand unter der Baunummer 163 bei Cantiere Navale Visentini in Donada und wurde am 16. Juli 1993 vom Stapel gelassen. Nach der Übernahme durch die Tirrenia di Navigazione am 10. März 1994 nahm das Schiff den Fährbetrieb zwischen Neapel und Palermo auf.
1996 wurde die Toscana in Messina umgebaut, wodurch sich ihre Passagierkapazität von bislang 170 auf 474 erhöhte. Anschließend verkehrte sie auf der Strecke von Olbia nach Civitavecchia. Ab 2001 war das Schiff zwischen Livorno und Trapani im Einsatz.
Am 8. Oktober 2005 erlitt die Toscana während einer einzelnen Überfahrt von Cagliari nach Palermo einen Maschinenschaden. Sie konnte ihre Fahrt jedoch fortsetzen und traf mit Verspätung in Palermo ein. Nach sieben weiteren Jahren im Dienst für die Tirrenia di Navigazione ging das Schiff im November 2012 unter dem Namen AF Marina an Adria Ferries, für die es seitdem zwischen Durrës, Triest und Ancona im Einsatz ist. Im Januar 2021 wurde die AF Marina an Grandi Navi Veloci verchartert. Mittlerweile steht das Schiff zwischen Bari und Durrës im Einsatz.
Die AF Marina verfügt über 119 Kabinen mit insgesamt 474 Betten, darunter auch Kabinen zur Mitnahme von Haustieren. Zur Ausstattung des Schiffes gehören ein Selbstbedienungsrestaurant, eine Bar und ein Duty-Free-Shop.